# César René Cuenca
César René Cuenca (* 18. Januar 1981 in Tres Isletas, Chaco, Argentinien) ist ein argentinischer Profiboxer und ehemaliger Weltmeister der IBF im Halbweltergewicht.

## Profikarriere
Cuenca gab im Jahre 2002 erfolgreich sein Profidebüt. 2005 wurde er argentinischer Meister. Diesen Titel konnte mehrere Male verteidigen. 2006 gewann er den WBA-Fedecaribe-Titel und 2008 gegen seinen Landsmann Pablo Andres Godoy durch einstimmigen Beschluss den WBC-Latino-Titel über 10 Runden. Am 3. Mai 2014 trat er gegen Albert Mensah in einem IBF-Eliminator an und gewann einstimmig nach Punkten. Im darauffolgenden Jahr boxte er in Macau, Volksrepublik China gegen den Chinesen Ik Yang um den vakanten IBF-Weltmeistertitel und gewann ebenfalls einstimmig nach Punkten, verlor diesen Gürtel allerdings bereits in seine ersten Titelverteidigung an den Russen Eduard Walentinowitsch Trojanowski durch T.K.o in Runde 6.
Bis zum IBF-Weltmeisterschaftskampf bestritt Cuenca alle Kämpfe in seinem Heimatland Argentinien.
Cuenca verfügt über eine weit unterdurchschnittliche Schlagkraft, worauf seine ungewöhnlich niedrige K.-o.-Quote von nur 4 % hinweist. Von seinen bisher 48 Siegen konnte er nur zwei davon durch K. o. gewinnen, alle anderen gewann er nach Punkten.